# اویدیو آنتون
اویدیو آنتون (به انگلیسی: Ovidiu Anton) (زاده ۲۴ فوریه ۱۹۸۳) خواننده رومانیایی است.